# ارتش دوم ترکیه
ارتش دوم ترکیه (انگلیسی: Second Army) یکی از ۴ ارتش میدانی نیروی زمینی ترکیه است، که از منطقه آناتولی محافظت می‌کند و مرز با سوریه، عراق و ایران را گشت‌زنی می‌نماید.
ارتش دوم در سال ۱۹۴۵ تأسیس شد و در سال ۱۹۸۳ از قونیه به ملطیه منتقل شد. ارتش دوم دارای ۳ سپاه زیرمجموعه بنام‌های سپاه چهارم، سپاه ششم و سپاه هفتم است، که هر کدام دارای تیپ‌های زرهی، مکانیزه، کماندو و پیاده، همچنین یک گردان توپخانه در زیرمجموعه خود می‌باشند.